# باتريك زوندي
باتريك زوندي (بالفرنسية: Patrick Zoundi)‏ (19 يوليو 1982 بوركينا فاسو - ) هو لاعب كرة قدم باركينسي، شارك في كأس الأمم الأفريقية 2010.

## وصلات خارجية
باتريك زوندي على موقع الاتحاد الدولي (مؤرشف)  (الإنجليزية)
- باتريك زوندي على موقع قاعدة بيانات كرة القدم.إي يو (الإنجليزية)
- باتريك زوندي على موقع بيانات كرة القدم. دي إي (الألمانية)
- باتريك زوندي على موقع ناشيونال فوتبول تيمز (الإنجليزية)
- باتريك زوندي على موقع Soccerway.com (الإنجليزية)
- باتريك زوندي على موقع عالم كرة القدم.نت (الإنجليزية)